# 남자대학

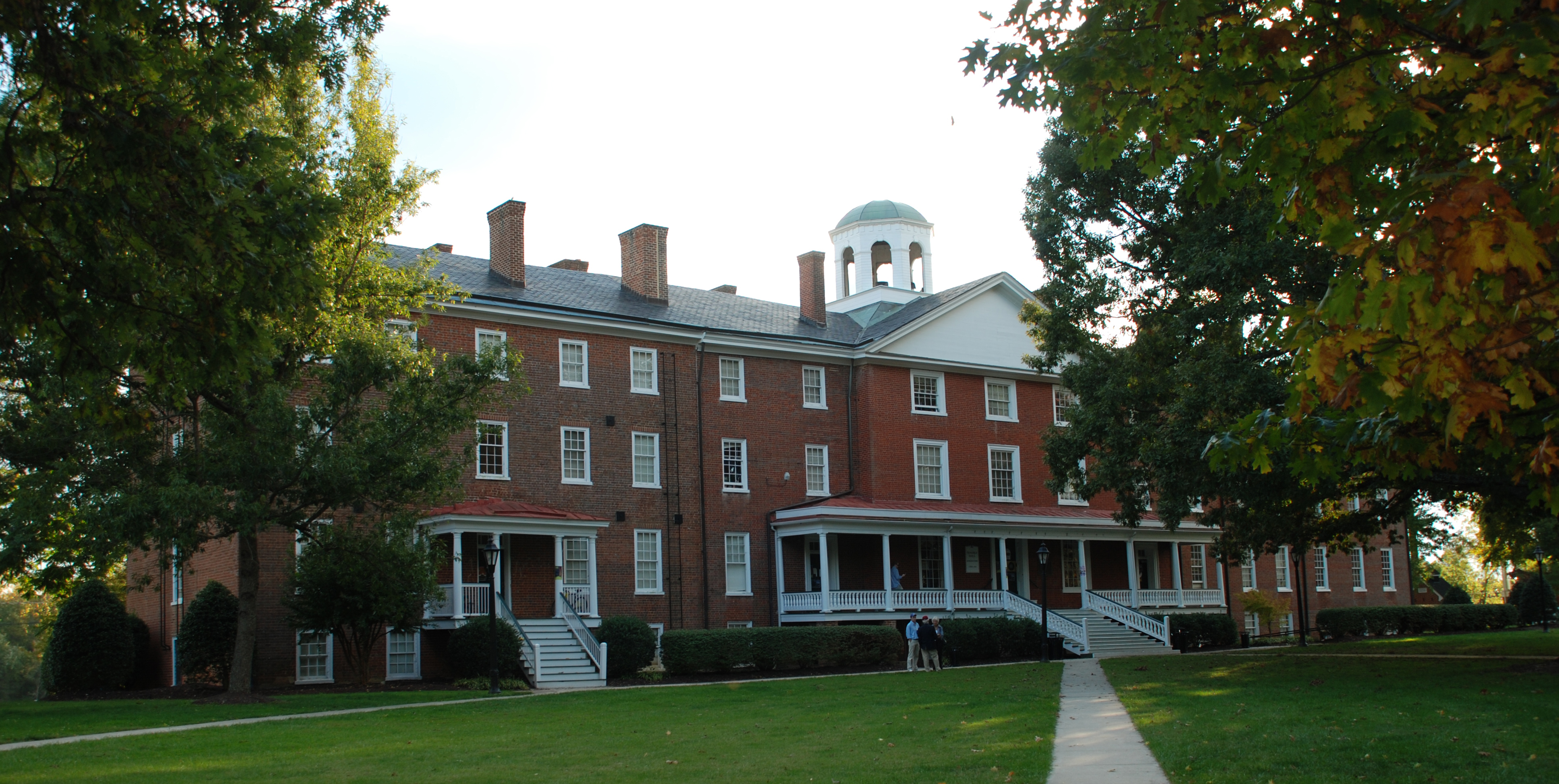
미국 버지니아주 햄든 시드니에 있는 햄든-시드니 칼리지의 베너블 홀.

남자대학(男子大學)은 원칙적으로 남성을 대상으로 한 대학이다. 남성만이 입학할 수 있다. 미국에서는 원래 대학에서 성별의 구분이 있었는데 대한민국에는 사관학교 중에 남성의 입학만을 허용하는 대학이 여럿 있었지만 현재는 모두 공학으로 바뀌었다. 현재 대한민국의 로마 가톨릭계 대학교에서 특정 성별의 성직자를 양성하는 경우가 있고, 가톨릭대학교는 성직자 과정의 캠퍼스가 일반학과와 분리되어 있는데 가톨릭대학교 성신교정의 경우 평신도 지도자 과정을 이수하는 여학생이 존재한다. 따라서 대한민국에는 남자대학이 존재하지 않는다.

## 같이 보기
- 여자대학